# امپراتریس جیتو
امپراتریس جیتو (به ژاپنی: 持統天皇 Jitō)؛ زاده ۶۴۵ میلادی درگذشته ۷۰۳ میلادی) چهل و یکمین امپراتور ژاپن بود.
امپراتریس جیتو دختر امپراتور تنجی بود. مادر او اوایچی-نو-ایراتسومه، دختر وزیر ا «و-اومی ساگا نو یامادا نو ایشیکاوا مارو» بود. او همسر برادر پدرش، امپراتور تنمو بود، که خود وی نیز موفق به سلطنت شد.